# Conferência de Vilnius
Este artigo se refere a conferência de 1917. Se procura pela conferência internacional de 2006, veja Conferência de Vilnius de 2006.

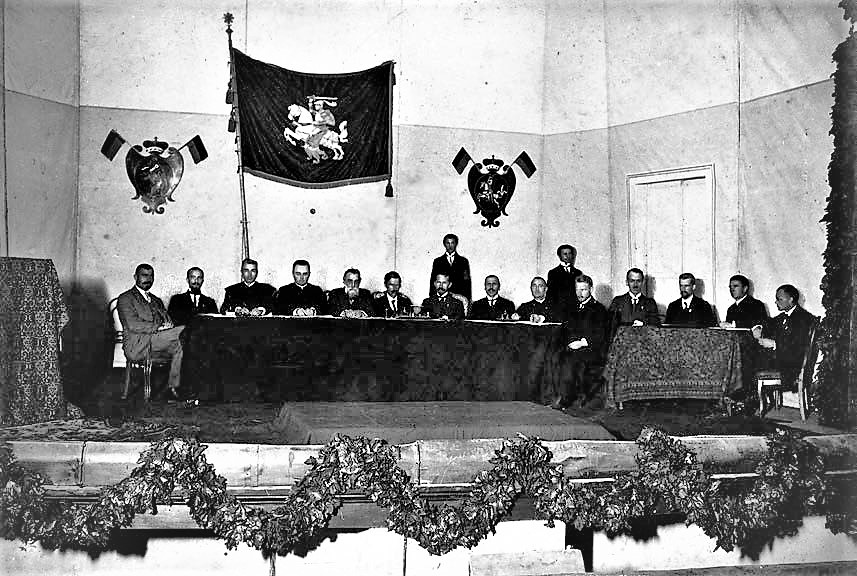
Presidium e secretariado da Conferência de Vilnius. A sala foi decorada com pequenas bandeiras de duas cores (vermelho e verde) (três estão visíveis na imagem). Esta foi uma das sugestões para a Bandeira da Lituânia. Os delegados decidiram que ela era muito escura e obscura e eventualmente uma listra amarela foi adicionada.

A Conferência de Vilnius ou Conferência Nacional de Vilnius (em lituano:  Vilniaus konferencija) foi realizada entre 18 de setembro de 1917 e 22 de setembro de 1917, e começou o processo de estabelecimento de um estado lituano, baseado em identidade étnica e na língua, que seria independente do Império Russo, Polônia e Império Alemão.